# Biverud och Löre
Biverud och Löre är en av SCB avgränsad och namnsatt småort i Örebro kommun i Närke. Småorten omfattar bebyggelse öster om Glanshammar i Glanshammars socken mellan Biverud och Löre.